# 南满洲制糖
南满洲制糖株式会社是曾位于满洲国奉天市的一家主要生产糖制品的资本会社，其旧址位于中国辽宁省沈阳市铁西区沈辽东路8号。工厂建筑现已无存。

## 历史
清末民初，中国东北地区没有制糖业而所销售的糖主要由香港，英国，东南亚进口。1916年12月，南满洲制糖株式会社在日本东京宣布成立。1917年4月，鹫山义置投资1000万日元在奉天建设制糖工厂；实业家荒井泰治被推选为社长。1917年12月，工厂正式投产同时会社迁入工厂，工厂制糖原料以盛产于中国北方的甜菜为主。1927年，会社倒闭而后工厂旧址被改为修理机械厂。

## 建筑
南满洲制糖株式会社工厂为四层坡屋顶群体建筑。建筑正立面设有白色条石砌筑矩形窗。